# Catalogue d’oiseaux
Catalogue d’oiseaux (deutsch: „Vogelkatalog“) ist ein dreizehnteiliger Klavierzyklus von Olivier Messiaen, komponiert zwischen Oktober 1956 und September 1958. Er trägt eine zweifache Widmung: „seinen gefiederten Modellen, der Pianistin Yvonne Loriod“. Loriod, Messiaens spätere zweite Frau, spielte die Uraufführung am 15. April 1959 in der salle Gaveau in Paris innerhalb der von Pierre Boulez organisierten Konzertreihe der Domaine Musical.
Jeder der dreizehn Sätze trägt den Namen eines Vogels, aber Messiaen beschränkt sich nicht darauf, diesen Vogel musikalisch darzustellen. Er führt aus: „Jedes Stück ist im Gedanken an eine französische Region komponiert. Es trägt im Titel den Namen eines Vogels, der für die gewählte Region typisch ist. Dieser tritt nicht allein auf: seine Mitbewohner des Habitats umgeben ihn und singen ebenfalls (...); die Landschaft, die sich mit dem Wechsel von Tag und Nacht verändert, ist ebenfalls präsent, mit ihren Farben, ihren Temperaturen, der Magie ihrer Düfte.“

## Vogelrufe in der Musik Messiaens
Olivier Messiaen war zeitlebens fasziniert von Vögeln; ab seinem 18. Lebensjahr durchstreifte er die Natur mit Papier und Bleistift und notierte Vogelstimmen. Er bezeichnete sich auf seiner Visitenkarte als „Komponist, Ornithologe und Rhythmiker“, und auch sein siebenbändiges musiktheoretisches Hauptwerk Traité de rhythme, de couleur et d’ornithologie verweist schon im Titel auf die große Rolle, die die Beschäftigung mit Vögeln für ihn spielte. In den 1950er Jahren wurden diese zu einem Schwerpunkt seines Komponierens, die folgende Zeit ist sein „Vogeljahrzehnt“ genannt worden. Hatten auch schon frühere Kompositionen musikalisch stilisierte Vogelgesänge enthalten, so entstand nun kaum ein Stück mehr ohne sie. Drei größere Werke, komponiert zwischen 1953 und 1958, beruhen völlig darauf und stellen die Vögel ganz in den Mittelpunkt. Dazu gehören: Réveil des oiseaux („Erwachen der Vögel“) für Klavier und Orchester, Oiseaux exotiques („Exotische Vögel“) für Klavier und Orchester und der Catalogue d’Oiseaux. Während es in Réveil des Oiseaux laut Vorwort „nichts außer Vogelgesängen“ gibt, verbinden sich in den beiden anderen genannten Werken und besonders im Catalogue die Vogelrufe mit dem ganzen Repertoire der zuvor von Messiaen entwickelten musikalischen Sprache: seinen rhythmischen Variationstechniken und seiner farbigen Harmonik.
Messiaen bezeichnete die Inspiration durch Vogelstimmen als Ausweg aus der Empfindung, dass seine bisherige musikalische Sprache sich erschöpft habe. Im Programmheft zur Uraufführung hieß es:

„In melancholischen Augenblicken, wenn meine Nutzlosigkeit mir schmerzhaft bewusst wird, wenn jede musikalische Sprache - ob klassisch, exotisch, alt, modern oder ultra modern - für mich auf das lobenswerte Ergebnis geduldiger Forschung reduziert erscheint, ohne irgendeinen Inhalt hinter den Noten, der so viel Arbeit rechtfertigen könnte, was kann man da anderes tun, als nach dem wahren Antlitz der Natur zu suchen, das irgendwo im Wald, in den Feldern, im Gebirge, am Meeresstrand, unter den Vögeln vergessen ruht? Für mich lebt hier die Musik ...“

Und in einem Vortrag, den Messiaen auf der Weltausstellung in Brüssel 1958 hielt (also während der Arbeit am Catalogue), bekannte er:

„Rhythmische Technik, wiedergefundene Inspiration dank dem Gesang der Vögel: das ist meine Lebensgeschichte.“

## Form
Ab 1952 sammelte Messiaen die Vogelgesänge systematisch in speziellen Notizbüchern. Ab 1953 finden sich in seinen Aufzeichnungen Hinweise auf den Gedanken, sie zu einem großangelegten, sozusagen enzyklopädischen Stück zu verarbeiten. Dabei waren zunächst weit mehr Sätze geplant, aber nur 13 wurden tatsächlich ausgeführt und zu einer symmetrischen Anordnung zusammengestellt. Der Komponist äußerte später, genug Material für einen zweiten Catalogue zu besitzen, er sei jedoch nie dazu gekommen, diesen zu verwirklichen.
Die Symmetrie der Sätze wird schon in der Aufteilung der Druckausgabe auf sieben Bände mit 3 – 1 – 2 – 1 – 2 – 1 – 3 Sätzen deutlich. Diese Aufteilung korrespondiert mit der Länge der Sätze: der 4., 7. und 10. Satz sind die umfangreichsten Stücke, der 7. Satz bildet das Zentrum des Werks mit einer Spieldauer von mehr als einer halben Stunde. Die anderen Sätze nehmen jeweils zwischen ca. 5 und ca. 20 Minuten in Anspruch, eine Gesamtaufführung dauert mehr als zweieinhalb Stunden.

## Notentext und Erläuterungen
Wie viele Werke Messiaens enthält auch der Catalogue d’oiseaux Einführungen zu jedem Satz sowie erläuternde Anmerkungen im Notentext. Vorangestellt ist außerdem eine fünfsprachige Übersicht über alle 77 Vögel, deren Rufe im Stück auftauchen.
Messiaen bezeichnet in vielen Werken die Vogelrufe, indem er an den entsprechenden Stellen den Namen des Vogels dem Notentext beifügt. Im Catalogue d’oiseaux sind die Angaben noch weitaus genauer: Die Kommentare nennen nicht nur Namen der Vögel, sondern auch Angaben zu den genauen Orten, zu den Jahres- und Tageszeiten, zu denen Messiaen die Rufe gehört hat, zu den Situationen, in denen die Vögel sich befinden, und ihrem Verhalten. Dagegen enthalten die Kommentare kaum Erläuterungen der musikalischen Elemente und der Satztechnik.

## Satztitel
1. Le Chocard des Alpes (Alpendohle)
2. Le Loriot (Pirol)
3. Le Merle bleu (Blaumerle)
4. Le Traquet Stapazin (Mittelmeer-Steinschmätzer)
5. La Chouette hulotte (Waldkauz)
6. L’Alouette lulu (Heidelerche)
7. La Rousserolle effarvatte (Teichrohrsänger)
8. L’Alouette calandrelle (Kurzzehenlerche)
9. La Bouscarle (Seidensänger)
10. Le Merle de roche (Steinrötel)
11. La Buse variable (Mäusebussard)
12. Le Traquet rieur (Trauersteinschmätzer)
13. Le Curlis cendré (Großer Brachvogel)

## Notenausgabe
Olivier Messiaen: Catalogue d’Oiseaux. Alphonse Leduc, Paris 1964:
- 1. Buch: Nr. 1–3 (Verlagsnr. 22939)
- 2. Buch: Nr. 4 (Verlagsnr. 22940)
- 3. Buch: Nr. 5–6 (Verlagsnr. 22942)
- 4. Buch: Nr. 7 (Verlagsnr. 22943)
- 5. Buch: Nr. 8–9 (Verlagsnr. 22944)
- 6. Buch: Nr. 10 (Verlagsnr. 22946)
- 7. Buch: Nr. 11–13 (Verlagsnr. 22948)

## Diskografie
- Yvonne Loriod, LP Vega, 1959; Aufnahme enthalten in The Complete Vega Recordings 1956–1963, CD Universal Music France (VEGA), 2019
- Yvonne Loriod, Erato 2292-45505-2/VI; ECD 71590, 1970–1973
- Hākan Austbo, CD Naxos, 1997
- Roger Muraro, CD Accord, 2000; in Intégrale de l’œuvre pour piano solo, CD Accord, 2016
- Martin Zehn, CD Arte Nova classics Sony BMG, 2000
- Anatol Ugorski, CD DG, 2004
- Peter Hill, CDs in: Messiaen-Edition Vol. 1, Brilliant Classics, 2011
- Pierre-Laurent Aimard, Super Audio CD + DVD Pentatone, 2018
- Ciro Longobardi, CD Piano classic, 2019

## Fernsehproduktionen
- Pierre-Laurent Aimard spielt Olivier Messiaen. SWR 2021 (5 Sätze aus dem Catalogue d’Oiseaux: Nr. 4, 13, 8, 6, 3)
- Die Stimme der Vögel - Olivier Messiaen, Komponist und Ornithologe. SWR 2022 (zum 30. Todestag Messiaens)